# Arabesque (ballet)
Pour les articles homonymes, voir Arabesque.

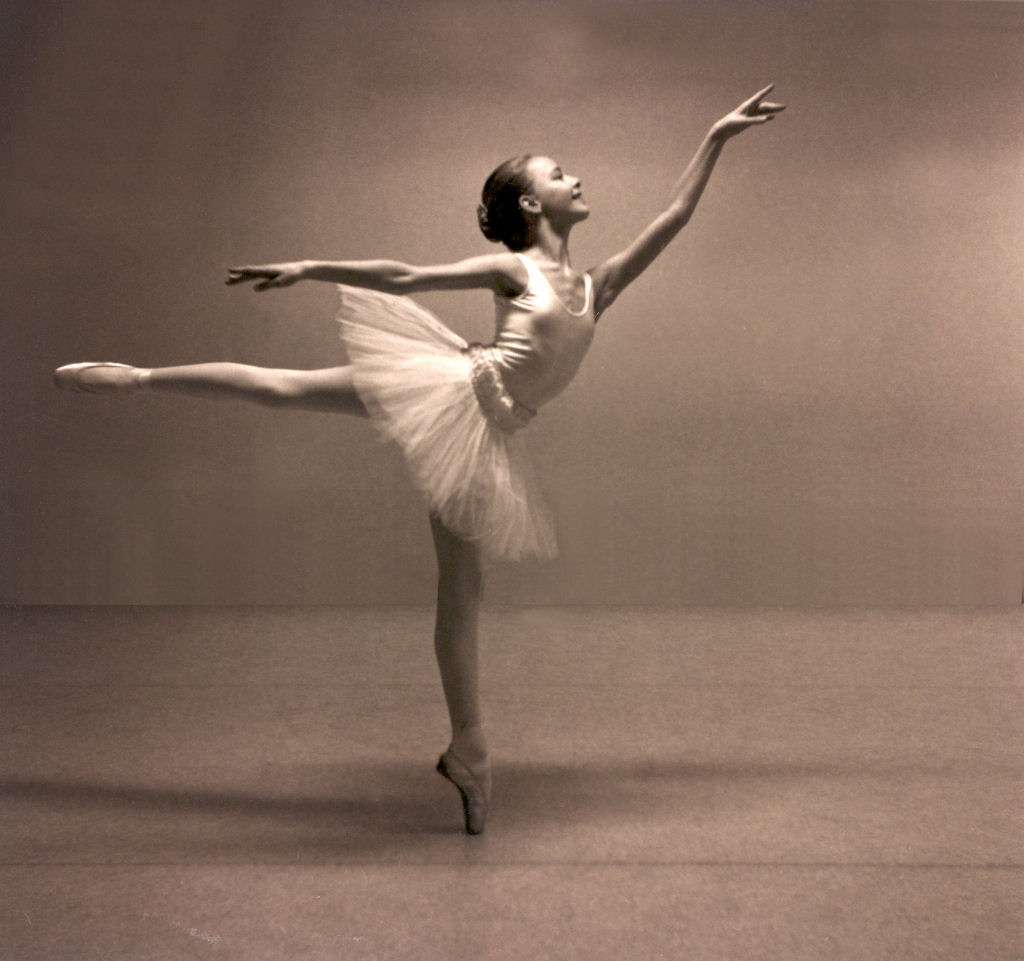
Une première arabesque.

En danse classique, l’arabesque est une pose (inspirée de motifs orientaux) dans laquelle le danseur ou la danseuse, en appui sur une jambe, lève l'autre tendue à l'arrière, un bras vers l'avant prolongeant la ligne de la jambe levée. Le deuxième bras est le plus souvent perpendiculaire au premier (de côté). Il peut cependant paraître placé vers l'arrière si la danseuse "épaule" la posture de ses bras (i.e. : qu'elle avance son épaule dans la direction du bras provoquant une légère torsion du buste).
Emprunté à l'arabesque des arts plastiques, le terme apparaît au début du XIXe siècle et désigne, selon Carlo Blasis, l'évolution de danseurs et danseuses « s'entrelaçant de mille manières » et évoquant les bas-reliefs antiques.

## Les différents types d'arabesques
Les arabesques varient selon la position des bras en corrélation avec celle des jambes, mais chaque école d'enseignement de la danse a ses propres règles d'esthétique et de codification du port de bras, des épaules et du buste. Ainsi, la méthode Cecchetti considère cinq arabesques, alors que la méthode Vaganova en recense quatre, retenues ici.
- Première arabesque : le danseur est placé de profil, la jambe la plus proche du public est levée, les bras sont placés à l'équerre, celui du côté de la jambe de terre étant levé à l'horizontale, le regard est dirigé vers l'avant. (jambes ouvertes, bras ouverts)
- Deuxième arabesque : le danseur est placé de profil, la jambe la plus proche du public est levée, mais cette fois l'équerre des bras est inversée puisque c'est le bras du public qui est dirigé vers l'avant, le regard est placé en direction du public. (jambes ouvertes, bras croisés)
- Troisième arabesque : le danseur est placé de profil, mais c'est la jambe la plus éloignée du public qui est levée, les bras sont toujours à l'équerre, le bras de la jambe de terre étant dirigé vers le public. (jambes croisées, bras ouverts)
- Quatrième arabesque : le danseur est placé de profil, la jambe la plus éloignée du public est levée, les bras forment la même position que dans la deuxième arabesque. (jambes croisées, bras croisés)

L'on trouve également l'arabesque penchée, caractéristique du ballet romantique (cette arabesque est souvent effectuée sur pieds plats, ce qui permet au buste de s'incliner vers le sol et à la jambe libre de s'élever), et l'arabesque à deux bras (les deux bras étant orientés vers l'avant, l'un positionné plus haut que l'autre, d'une manière très souple).